# Euaugaptilus rigidus
Euaugaptilus rigidus is een eenoogkreeftjessoort uit de familie van de Augaptilidae. De wetenschappelijke naam van de soort is voor het eerst geldig gepubliceerd in 1907 door Sars G.O..